# Lázně Libverda
Lázně Libverda é uma comuna checa localizada na região de Liberec, distrito de Liberec‎.